# Красні Барикади
Красні Барикади (рос. Красные Баррикады) — робітниче селище  у Ікрянинському районі Астраханської області Російської Федерації.
Населення становить 6462 особи. Входить до складу муніципального утворення робітниче селище Красні Барикади.

## Історія
Населений пункт розташований на території українського етнічного та культурного краю Жовтий Клин. Від 1925 року належить до Ікрянинського району.
Згідно із законом від 6 серпня 2004 року органом місцевого самоврядування є робітниче селище Красні Барикади.

## Населення
| 1959  | 1970  | 1979  | 1989  | 2002  | 2009  | 2010  |
| ----- | ----- | ----- | ----- | ----- | ----- | ----- |
| 3521  | ↗5002 | ↗5809 | ↗6184 | ↗6304 | ↗6377 | ↗6488 |
| 2012  | 2013  | 2014  | 2015  | 2016  | 2017  |       |
| ↗6694 | ↘6596 | ↗6715 | ↘6635 | ↘6446 | ↗6462 |       |